# Чорнозуб Іван Іванович
Іван Іванович Чорнозуб (1915, Миколаїв — 1989, Миколаїв) — український радянський суднобудівник. Герой Соціалістичної Праці (1966).

## Життєпис
Народився в місті Миколаєві Херсонської губернії Російської імперії в родині робітника. Українець.
У 1931 році вступив до школи ФЗУ при миколаївському суднобудівному заводі імені А. Марті, після закінчення якої прийнятий на завод слюсарем-монтажником (з грудня 1936 року — завод № 198 імені А. Марті). У 1941 році переведений на завод № 201 наркомату суднобудівної промисловості (м. Севастополь).
З початком німецько-радянської війни завод був евакуйований до міст Туапсе і Поті. Працюючи слюсарем 5-го розряду цеху № 4 заводу № 201, був кваліфікованим спеціалістом з ремонту трюмної частини підводних човнів. Особливо відзначився під час відновлювального монтажу підводних човнів М-30, М-114, М-115, М-116, що прибули з Тихоокеанського флоту.
У 1946 році повернувся в Миколаїв. До виходу на пенсію очолював бригаду слюсарів-монтажників заводу № 444 (з 1956 року — Миколаївський суднобудівний завод імені І. І. Носенка, з 1968 року — Чорноморський суднобудівний завод). Бригада під його керівництвом виконувала роботи з монтажу найскладніших спеціальних пристроїв і трюмного обладнання.

## Нагороди
Указом Президії Верховної Ради СРСР від 25 липня 1966 року за видатні заслуги у виконанні плану 1959—1965 років і створення нової техніки, Чорнозубу Івану Івановичу присвоєно звання Героя Соціалістичної праці з врученням ордена Леніна і медалі «Серп і Молот» (№ 11820).
Нагороджений двома орденами Леніна (24.09.1954, 25.07.1966), орденами Вітчизняної війни 2-го ступеня (09.11.1944), Трудового Червоного Прапора (02.10.1950), «Знак Пошани» (26.04.1971) і медалями.
Почесний громадянин міста Миколаєва.